# Рихтичі (гміна)
Гміна Рихтичі — колишня (1934—1939 рр.) сільська ґміна Дрогобицького повіту Львівського вооєводства Польської республіки (1918—1939) рр. Центром ґміни було село Рихтичі.

1 серпня 1934 р. було створено ґміну Рихтичі в Дрогобицькому повіті. До неї увійшли сільські громади: Далява, Липовець, Михайлевичі, Рихтичі, Солонське, Старе Село, Вацевичі.
В 1934 р. територія ґміни становила 196,21 км².  Населення ґміни станом на 1931 рік становило 14392 особи. Налічувалось 2405 житлових будинків.
17 січня 1940 р. ґміна включена до Дрогобицького району.